# Perro yagán
El perro yagán, también llamado perro fueguino o wuisn en selk'nam chon, era un cánido de medianas dimensiones que vivía entre los indígenas yaganes y selknam del archipiélago de Tierra del Fuego. Fue domesticado del zorro culpeo (Lycalopex culpaeus), a diferencia del perro doméstico, que fue domesticado del lobo (Canis lupus).

## Distribución geográfica
Su dispersión geográfica coincidía con la de los indígenas fueguinos, centrada en la porción central y austral de la isla Grande de Tierra del Fuego y tierras emergidas circundantes.

## Origen
Una investigación genética fue llevada a cabo usando el pelo de un ejemplar de perro fueguino disecado, perteneciente a una colección del Museo Regional Fagnano, en Río Grande, del cual fue extraído ADN. Este fue comparado con el de diversos cánidos que habitan la Patagonia, como el zorro culpeo (Lycalopex culpaeus), el zorro gris (Lycalopex griseus) y el zorro de las pampas o aguarachay (Lycalopex gymnocercus), y con el de perros domésticos (Canis lupus familiaris). Dicho análisis mostró claramente una mayor identidad entre el perro fueguino y el zorro culpeo (97,57%), con mayor divergencia con el perro doméstico actual (88,93%). Estos resultados fueron apoyados por el análisis filogenético molecular, lo que sugiere una domesticación atípica y parcial de zorros por parte de los cazadores-recolectores que habitaban la Patagonia.Su domesticación se calcula que sucedió hace 2000 o 5000 años. Su utilidad fue para dar abrigo y colaborar con cierto tipo de cazas dirigidas a determinadas especies.
El origen de este cánido  le dio un aspecto similar al culpeo salvaje, que pesa entre 5 y 13,5 kg. Por consiguiente, su tamo se calcula similar al del pastor de las Shetland. Otras de las descripciones fueron hechas por los gauchos que los llamaron "perros mansos" por su parecido con el lobo manso y Lucas Bridges los describió "agudo cruce entre un perro policía alsaciano y un lobo. En tanto, Martial director de la expedición científica de 1883 al Cabo de Hornos, describió al perro:

"feo, de pelo leonado largo y hocico puntiagudo, se parece bastante a un zorro".
Louis Ferdinand Martial

Por otro lado, El Capitán Fitzroy del Beagle, en una carta a Hamilton Smith (1840, p. 214) describe:

Parecidos a ‘terriers, o más bien una mezcla de zorro, perro pastor y terrier, indica la investigación de la UC. Todos las especies analizadas tenían techos negros hasta la boca, pero había mucha variedad en los colores y grados de tosquedad de sus pelajes. Muchos perros fueguinos son manchados y no pocos tienen el pelo fino y corto, pero todos parecen un zorro en la cabeza. Uno traído de Tierra del Fuego era blanco con una mancha negra, y muy hermoso; su tamaño era como el de un terrier, su pelaje corto pero fino, y sus orejas extremadamente delicadas y largas, aunque erguidas; el hocico también es largo, la cola áspera y caída.
FitzRoy

## Extinción
Sin embargo, en cuanto los ganaderos desembarcaron en Tierra de Fuego se fijaron el objetivo de acabar con estos perros, considerándolos peligrosos para sus ovejas, a pesar de ser de importancia vital para los indígenas. Ya para 1919, cuando el misionero silesiano Martin Gusinde visitó a los yaganes, observó que ya no había perros. Los perros fueguinos fueron acusados de ser peligrosos para las personas y el ganado. Este pensamiento traído por los colonos concuerda con afirmaciones que datan de la década de 1880 cuando Thomas Bridges señaló su carácter feroz y escribió que habían atacado a las cabras de su misión.Los nuevos pobladores usaron el mestizaje para diluir el carácter la pureza del primitivo del perro fueguino al canjear perros europeos pastores por estos. Además, se los comenzó a matar cuando estos atacaron abundantemente a las ovejas. Estancia Vicuña fue uno de sus últimos refugios donde causaron estragos en el ganado. Luego de ser cazados, los colonos evidenciaron que sus cueros ya mostraban mestizaje con los perros. Aún para 1924, el recuerdo de uno de los pocos animales domesticados en la América precolombina estaba vivió y los indios supervivientes comparaban al perro autóctono con el zorro colorado que es levemente más pequeño.
También, se conjetura que el animal no se haya extinguido por completo, sino que simplemente haya retrocedido para volver a su forma salvaje, que aún subsiste en la isla de Tierra del Fuego. A pesar de su desaparición la existencia de los perros fueguinos, es un hito de los pueblos originarios fueguinos, ya que la domesticación de zorros solo se logró hasta ahora una vez, con el zorro plateado ruso (un fenotipo melanístico del zorro rojo Vulpes vulpes).

## Relación con el ser humano
Según los relatos de los cuales se dispone, la utilidad del perro yagán para la caza y la defensa eran limitadas, tal vez producto de una domesticación parcial. El ingeniero Julio Popper, en una conferencia dada el 5 de marzo de 1887 en el Instituto Geográfico Argentino, describió estas y otras particularidades:

Para cerrar el rápido croquis de la fauna fueguina solo me queda por mencionar el perro que, con orejas paradas y gruesa cola, tiene cierto parecido con el zorro aunque su color es a veces enteramente blanco.
Acostumbrado a apreciar en la raza canina su proverbial adhesión hacia el hombre, me causó estrañeza la circunstancia, observada repetidas veces, de que el perro fueguino carece absolutamente de esas calidades. 
Nunca los vi, por grande que fuera su número, tomar una actitud agresiva o bien defender a sus amos cuando éstos se hallaban en peligro. 
He averiguado además que no sirven para la caza del guanaco, pues en distintas ocasiones los vi disparar a gran carrera delante de un guanaco perseguido por nuestra perrada, que se componía exclusivamente de la raza canis graius (el grey hound de los ingleses). 
Recuerdo también haber encontrado cierto día un guanaco herido de tres flechazos, que los onas abandonaron al vernos llegar, y el cual no presentaba ninguna mordedura de perro ni rastro de haber sido ofendido por estos.
¿Qué servicio prestan entonces las numerosas perradas a los indios? 

Una casualidad vino a contestar esta pregunta. 
Estando una tarde en la playa de la Bahía Lomas, recogimos cuatro criaturas de seis a ocho años de edad y las llevamos, no obstante las enérgicas protestas —bien justificadas por otra parte— del mayor de los muchachos, hacia un alojamiento indio abandonado una hora antes. 
Al hacerles entrar en uno de los toldos asumieron luego una apariencia somnolienta, acurrucándose los cuatro en un solo punto. A poco más noté que los perros entraban uno a uno en el toldo, colocándose en grupo alrededor de los pequeños onas, para asumir la forma de una especie de envoltura, que bien pronto apenas dejó entrever la cabeza de los chicos: se encontraban éstos completamente rodeados de perros de todo tamaño. 
Me arriesgo, pues, mientras no obtenga mejores datos, a emitir la opinión de que los perros fueguinos solo sirven para completar el abrigo defectuoso del indio, o más bien, como mueble calorífero del ona.

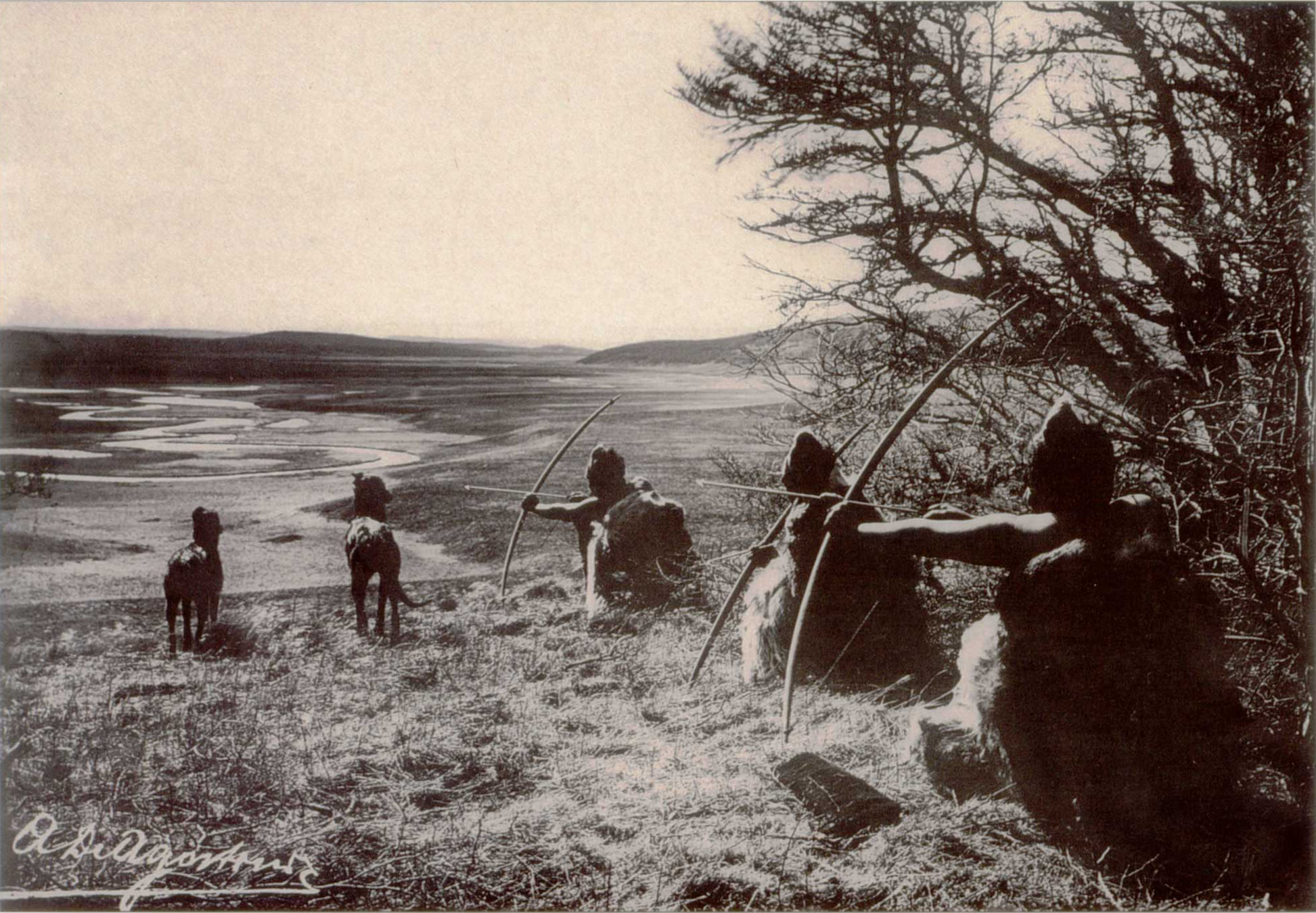
Selknam cazan junto con perros fueguinos.

Según José Alonso Marchante, el perro fueguino sí era utilizado en la cacería por los Selk'nam:

"Si la flecha no acertaba el órgano vital, el animal podía errar durante un largo trecho y el cazador estaba obligado a perseguirlo, para lo cual se ayudaba frecuentemente de sus inteligentes perros. Este arte de caza de aproximación implicaba habitualmente largas caminatas que podían durar todo el día".

Carlos Gallardo expuso:

"El Ona reconoce la inteligencia en su perro y por consiguiente, cuando va de caza y pasa algún tiempo sin que encuentra rastros, el indio fija su atención en el rumbo que aquel quiere tomar y lo sigue pacientemente aunque crea que está equivocado".

Antonio Coiazzi indicaba que:

"...forma parte de la familia; el perro, llamado por ellos tisne. Los onas tienen muchos perros y les guardan un afecto grandísimo. Nuestros misioneros vieron a menudo a mujeres indígenas dando de mamar a perritos cuya madre había muerto; más aún, vieron a indios hacerse tajos en las piernas por la muerte de un perro, como por la muerte de uno de sus deudos. Por lo demás, razones tienen para quererlos, pues les sirven de guardianes del toldo, y para varias clases de caza y además, durante la noche, hacen el oficio de abrigo, poniéndoselos sobre el cuerpo mientras duermen."

Charles Darwin en su relato de El viaje del Beagle indica que los yaganes los utilizaban para cazar nutrias. 
Por último el perro tenía mucho peso en la cultura aborigen local; ya que cuando el niño pasaba a ser adulto se le obsequiaba uno de estos perros como prueba de madurez.

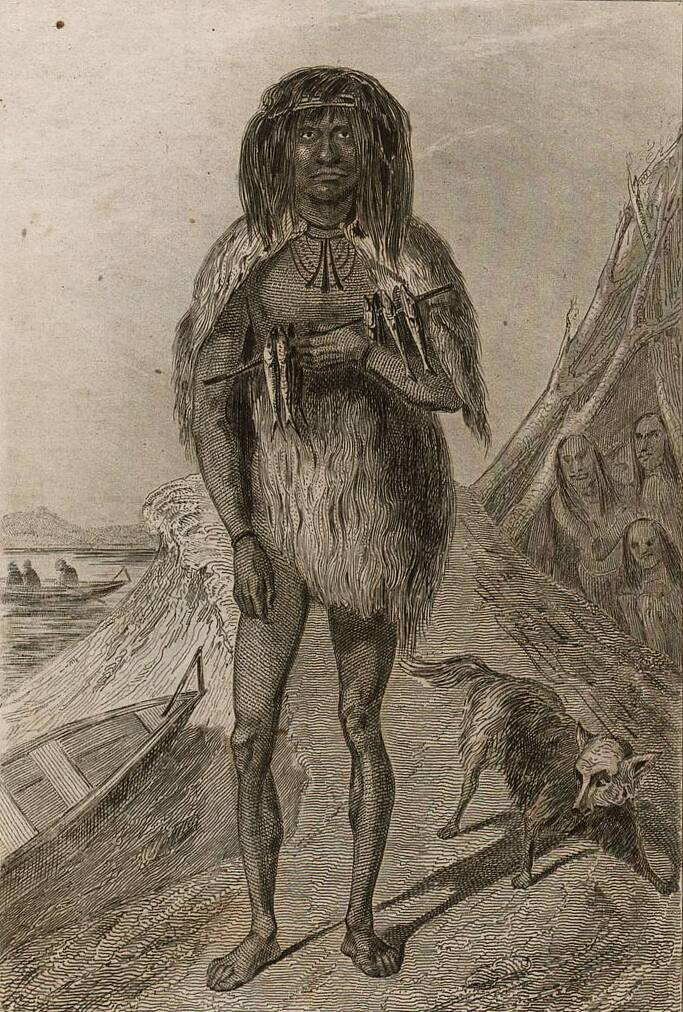
Aborigen fueguino junto a su perro fueguino. Cuando realizaban sus cacerías los cánidos eran llevados en las canoas.